# Cybocephalus aciculatus
Cybocephalus aciculatus is een keversoort uit de familie Cybocephalidae. De wetenschappelijke naam van de soort is voor het eerst geldig gepubliceerd in 1913 door Champion.